# NGFR
Рецептор фактора роста нервов (англ. Nerve growth factor receptor, NGFR), чаще именуемый рецептором нейротрофинов LNGFR или p75 (англ. p75 Neurotrophin Receptor, p75(NTR), P75NTR) является низкоаффинным рецептором нейротрофинов (NGF, BDNF, NT3, NT4), а также играет важную роль в регулировке активности нейротрофиновых Trk-рецепторов, в частности, TrkA. LNGFR принадлежит к надсемейству рецепторов фактора некроза опухоли (TNF рецепторы) и был первым охарактеризован в этом большом семействе рецепторов.

## Функции
Известно четыре рецептора нейротрофинов. В группу Trk-рецепторов входят TrkA, TrkB, TrkC, и под воздействием нейротрофинов они способствуют пролиферации, дифференцировке и выживанию клеток. В отличие от них, p75 может играть противоположную роль: при ослабленном взаимодействии с TrkA, например, при падении экспрессии последнего, он может способствовать апоптозу клетки в присутствии NGF.
LNGFR функционирует в комплексе с Nogo рецептором и обуславливает RhoA-зависимое ингибирование роста в регенерирующих аксонах за счет ингибирования экспрессии белков ЦНС, таких как миелин, Nogo, MAG и OMgP.
LNGFR также активирует каспазо-зависимый сигнальный путь, который ускоряет дегенерацию аксонов при нейродегенеративных заболеваниях.
Недавние исследования позволяют предположить, что LNGFR играет роль в развитии глаз и сенсорных нейронов, а также в регенерации мышц и нервов после повреждения у взрослых.
Были выявлены две разные субпопуляции клеток глии обонятельной луковицы — с высокой и с низкой степенью экспрессии p75 на поверхности клеток.

## Роль в стволовых раковых клетках
NGFR является маркером раковых стволовых клеток в меланоме и в других видах раках. Известно, что клетки меланомы, трансплантируемые в организм иммунодефицитных мышей, требуют экспрессии CD271(LNGFR) для развития меланомы. Нокдаун гена NGFR приводит к потере свойств стволовых клеток нервного гребня у клеток меланомы.

## Взаимодействия
LNGFR взаимодействует с:
- FSCN1[16]
- MAGEH1[17]
- NDN[17][18][19]
- NGFRAP1[20]
- NGF[21][22]
- PRKACB[23]
- TFAR2[24]
- TRAF4[25]